# Lúcio Cornélio Cipião Asiático
Lúcio Cornélio Cipião Asiático (em latim: Lucius Cornelius Scipio Asiaticus), conhecido como Cipião Asiático, foi um político da família dos Cipiões da gente Cornélia da República Romana eleito cônsul em 190 a.C. com Caio Lélio. Era filho de Públio Cornélio Cipião, cônsul em 218 a.C. e morto na Hispânia em 211 a.C., e irmão de Públio Cornélio Cipião Africano. Liderou as forças romanas na vitória sobre o Império Selêucida na Batalha de Magnésia.

## Primeiros anos

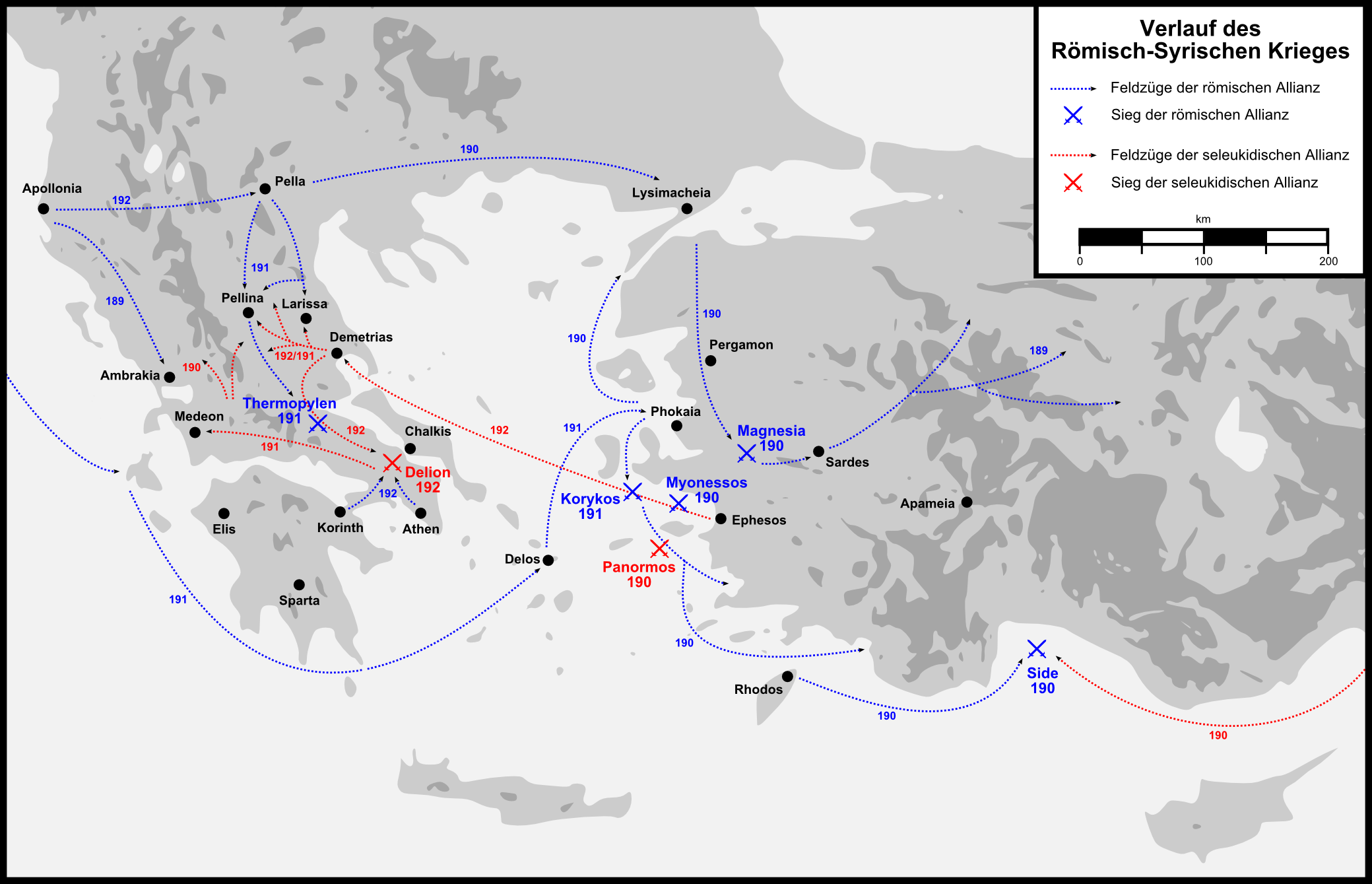
Batalhas da Guerra romano-síria, incluindo a principal vitória de Lúcio Asiático, a Batalha de Magnésia, em 190 a.C..

Lúcio serviu sob o comando de seu irmão na Hispânia e, em 208 a.C., tomou a cidade Oringis (moderna Jaén). Foi enviado até o Senado por Públio com a notícia da vitória final romana na guerra contra os cartagineses na Hispânia em 206 a.C.. Em 193 a.C., foi eleito pretor e recebeu a Sicília como província graças à influência de Cipião Africano. Porém, ele não conseguiu elegê-lo cônsul em 191 a.C..

## Consulado (190 a.C.)
Foi eleito cônsul em 190 a.C. com Caio Lélio, o fiel segundo no comando de Cipião Africano. Segundo William Smith, o Senado não confiava plenamente em suas habilidades o suficiente para entregar-lhe o comando da Guerra romano-síria, especialmente quando podia contar com a experiência de Caio Lélio, e foi somente depois que seu irmão se ofereceu para acompanhá-lo como legado que Lúcio conseguiu a Grécia como província consular e o comando da guerra contra Antíoco III. Caio Lélio acabou sendo o grande perdedor, pois sua família não era rica e ele esperava fazer fortuna no oriente.
Lúcio se reafirmou contra seu irmão ao recusar uma paz negociada por ele com a Liga Etólia. Depois que a guerra contra Antíoco III, o Grande terminou na Grécia após a derrota selêucida na Batalha de Termópilas, no ano anterior, Cipião perseguiu os Selêucidas que se retiravam até a Ásia Menor. Segundo os relatos, Públio ficou doente durante a campanha e não estaria presente no dia da Batalha de Magnésia, que decidiu a guerra. Não se sabe se esta doença era uma nova enfermidade ou uma recorrência de uma doença que já o havia acometido em 206 a.C., mas o fato é que ela foi bastante conveniente para seu irmão, que recebeu o crédito por planejar e executar a campanha. Ao retornar a Roma, Lúcio celebrou um triunfo e pediu ao Senado o título de "Asiático" para comemorar sua conquista da Ásia Menor.

## Desgraça política

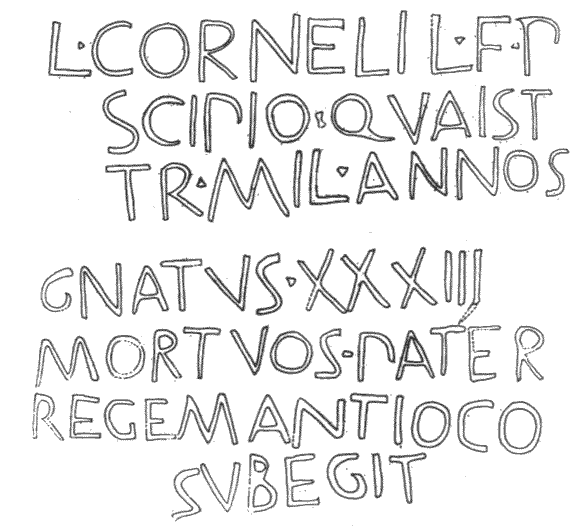
Epitáfio do questor Asiático na Tumba dos Cipiões, provavelmente o filho de Lúcio Cipião Asiático. Nela se lê: L·CORNELI L·F P / SCIPIO·QVAIST / TR·MIL·ANNOS / GNATOS XXX·III / MORTVOS·PATER / REGEM ANTIOCO / SUBEGIT, que pode ser traduzida como "Lúcio Cornélio, filho de Lúcio, neto de Públio, Cipião, questor, tribuno militar, morto aos 33 anos. Seu pai conquistou o rei Antíoco".

No final da vida de Cipião Africano, Lúcio foi acusado de se apropriar indevidamente de parte dos fundos recebidos de Antíoco como indenização de guerras. Públio, que era príncipe do senado, ficou furioso, chegando a ponto de destruir, sob aplausos, os registros financeiros da campanha durante seu discurso no Senado como desafio. Contudo, esta atitude provocou uma impressão desfavorável e Lúcio foi julgado no mesmo e, depois de condenado, foi condenado a pagar uma pesada multa.
Apesar da pobreza à qual ele teria supostamente sido reduzido, em 185 a.C., celebrou com grande esplendor os jogos que havia jurado antes de sua guerra contra Antíoco. Segundo Valério Âncio, uma das fontes de Lívio, o dinheiro teria sido obtido em uma embaixada enviada pelo Senado, juntamente com Marco Bébio Tânfilo e mais um senador, depois de sua condenação para resolver as disputas entre os reis Antíoco e Eumenes II de Pérgamo.
Depois da morte de Públio em 183 a.C., Lúcio só não foi preso pela intervenção do tribuno Tibério Semprônio Graco, mesmo tendo que vender todas as suas posses para pagar a multa. Os historiadores romanos relatam que ele recusou qualquer presente ou empréstimos do amigo para pagar a multa.
Ele foi candidato à censura em 184 a.C., mas foi derrotado por um antigo inimigo da família, Catão, o Velho, que lhe tomou o seu cavalo público na revisão dos equestres, um indício de que, ainda nesta época, um equestre não abria mão de seu cavalo ao tornar-se senador.
Por coincidência, as únicas moedas da família dos Cipiões a sobreviverem foram as suas.

## Descendentes
Lúcio foi o fundador do ramo "Asiático" da família dos "Cornélios Cipiões", o último dos quais foi Lúcio Cornélio Cipião Asiático, que adotou um filho que caiu na obscuridade. Seu filho, homônimo, foi questor e foi enviado pelo Senado para encontrar o rei Prúsias II da Bitínia e acompanhá-lo até Roma em sua visita à Itália em 167 a.C.. Segundo Smith, este questor provavelmente é o mesmo "Lúcio Cornélio Cipião, filho de Lúcio, neto de Públio" comemorado numa inscrição na Tumba dos Cipiões em Roma. Este Lúcio teve um filho de mesmo nome conhecido apenas pelo registro nos Fastos Capitolinos. Este Lúcio era o pai de Lúcio Cornélio Cipião Asiático, dito "Asiageno", que foi cônsul em 83 a.C..